# 月光価千金
「月光価千金」（げっこうあたいせんきん、Get Out And Get Under The Moon）は、1928年に出版されたアメリカ合衆国のポピュラー・ソング。「月光値千金」とも表記される。
作曲はラリー・シェイ (Larry Shay)、作詞はウィリアム・ジェローム (William Jerome) とチャールズ・トバイアス (Charles Tobias) の共作。原題は「外へ出よう、月の下へ」といった意味。
1928年7月16日にヘレン・ケインとナサニエル・シルクレット楽団によって録音されたほか、同年のうちに、ビング・クロスビーとポール・ホワイトマン (Paul Whiteman) 楽団、ルース・エッティング (Ruth Etting)、アネット・ハンショウ (Annette Hanshaw)によって録音された。
その後、1957年には、ボニー・ギター (Bonnie Guitar) がアルバム『Moonlight and Shadows』でこの曲を取り上げ、この曲のおもな録音のひとつと見なされるものとなった。その後、ドリス・デイが、1959年のアルバム『Cuttin' Capers』でこの曲を取り上げ、さらにナット・キング・コールが、1963年のアルバム『Those Lazy-Hazy-Crazy Days of Summer』に収録し、スタンダード・ナンバーとなった。

## 日本語による歌唱
「月光価千金」という日本語の曲名は、1928年に、この曲の日本語詞も手がけた伊庭孝が、蘇軾（蘇東坡）の「春夜詩」にある「春宵一刻値千金」から名付けたものとされている。伊庭の訳詞による天野喜久代の録音は1928年12月19日に行なわれた。
曲名を「月光価千金」ないし「月光値千金」としているものの、歌詞が異なるバージョンもあり、三根徳一（ディック・ミネ）の詞により川畑文子が歌ったバージョンや、波島貞の詞により榎本健一が歌ったバージョンなどがある。前者は、後に、オンシアター自由劇場の舞台『上海バンスキング』（1979年初演）にも取り上げられ、吉田日出子が川畑のスタイルを真似て歌っている。後者は当初「エノケンの月光價千金」として発売されており、「エノケンの月光価千金」とも称される。
1929年2月1日には「月夜の晩に」という曲名で作間博司の日本語詞により、作間毅の歌、ラッカサン・ジャズ・バンドの演奏によるバージョンが録音された。「月光価千金」ないし「月光値千金」とは異なる日本語曲名・詞による録音は他にもあり、1931年にはバートン・クレーンが森岩雄の日本語詞で「月を眺めよ」として、1936年には岸井明が自身の訳詞で「月に告ぐ」として、それぞれ録音を残している。

## 歌詞

### 日本語歌詞
青い月　明るくさしこむ窓辺
あなたのお手紙くり返し読む
大好きなあなたのやさしい言葉
すてきなムードにさそってくれる
ああ ああ　こんなすてきなときはない
ああ ああ　いつまでも消えないで
こわいほど幸せ月もきれいよ
なぜだか今夜は寝るのが惜しいわ
こわいほど幸せ月もきれいよ
なぜだか今夜は寝るのが惜しいわ
なぜだか今夜は寝るのが惜しいわ